# Fibra sensorial tipo II
Fibra sensorial tipo II  (grupo Aß) é um tipo de fibra sensorial muscular, o segundo dos dois principais grupos de receptores de estiramento. Esses sensores são do tipo não adaptável, ou seja, mesmo quando não há alteração no comprimento muscular, eles mantêm a resposta aos estímulos. No corpo, as fibras tipo II são as segundas fibras mais altamente mielinizadas.
O comprimento instantâneo do músculo, ou sua posição, é diretamente proporcional à taxa de disparo das fibras do tipo II. Esta informação pode indicar a posição da perna, por exemplo, quando ela para de se mover. As fibras do tipo II não respondem à taxa de alterações de comprimento, como fazem as fibras sensoriais do tipo Ia.
Fibras do tipo II ligam-se em fibras de cadeia nuclear e fibras de saco nuclear, mas não a fibras dinâmicas de saco nuclear. Estas ligações, conhecidas como "flower spray endings", devido à sua aparência, incorporam-se aos polos (extremidades) da fibra. Acredita-se que a posição relativa das regiões equatoriais quando esticada determina o potencial de ação de saída.

## Tipos de fibras sensoriais
A alteração no comprimento do fuso é transformada em potenciais elétricos de membrana por aferências sensoriais, cujos corpos celulares estão localizados nos gânglios das raízes dorsais, localizados próximo à medula espinhal.
Características das fibras sensoriais:
| Tipo     | Axônio                     | Receptor                          | Resposta                                                                                           |
| Tipo Ia  | 12 a 20 μm mielinizado     | Terminação primária do fuso       | Comprimento muscular e velocidade de variação do comprimento, com rápida adaptação                 |
| Tipo Ib  | 12 a 20 μm mielinizado     | Órgão tendinoso de Golgi          | Tensão muscular                                                                                    |
| Tipo II  | 6 a 12 μm mielinizado      | Terminação secundária do fuso     | Comprimento muscular (baixa sensibilidade à velocidade), disparando quando o músculo está estático |
| Tipo II  | 6 a 12 μm mielinizado      | Terminações fora do fuso muscular | Pressão profunda                                                                                   |
| Tipo III | 2 a 6 μm mielinizado       | Terminações nervosas livres       | Dor, estímulos químicos e temperatura                                                              |
| Tipo IV  | 0,5 a 2 μm não mielinizado | Terminações nervosas livres       | Dor, estímulos químicos e temperatura                                                              |